# Черноковское сельское поселение
Черноковское се́льское поселе́ние — муниципальное образование в Вагайском районе Тюменской области Российской Федерации.
Административный центр — село Чёрное.

## История
Статус и границы сельского поселения установлены Законом Тюменской области от 5 ноября 2004 года № 263 «Об установлении границ муниципальных образований Тюменской области и наделении их статусом муниципального района, городского округа и сельского поселения».

## Население
| 2010  | 2011  | 2012  | 2013  | 2014  | 2015  | 2016  |
| ----- | ----- | ----- | ----- | ----- | ----- | ----- |
| 1141  | ↘1139 | ↘1106 | ↘1084 | ↗1114 | →1114 | ↗1119 |
| 2017  | 2018  | 2019  | 2020  | 2021  | 2023  |       |
| ↘1099 | ↘1091 | ↘1066 | →1066 | ↘1012 | ↘971  |       |

## Состав сельского поселения
| № | Населённый пункт   | Тип населённого пункта       | Население |
| - | ------------------ | ---------------------------- | --------- |
| 1 | Большая Плесовская | деревня                      | 36        |
| 2 | Копотилы           | село                         | 23        |
| 3 | Малая Плесовская   | деревня                      | 14        |
| 4 | Сычево             | село                         | 55        |
| 5 | Чёрное             | село, административный центр | 1013      |